# Zoé Nonn
Zoé Nonn est une comédienne française.
Après une scolarité déjà orientée vers les arts du spectacle, elle commence sa carrière en 2001 en décrochant des rôles dans des séries télévisées (Les Cordier, juge et flic, Commissaire Moulin, Julie Lescaut, ...) et, en 2010, dans À la recherche du temps perdu, téléfilm réalisé par Nina Companeez.
À partir de 2004, elle se lance également sur les planches des théâtres parisiens. Elle est entre autres apparue dans Toc toc de Laurent Baffie au théâtre du Palais-Royal de 2006 à 2008.

## Théâtre
- 2006 - 2008 : Toc toc de Laurent Baffie, au théâtre du Palais Royal (Paris)
- 2011 : Le Capitaine Fracasse, d'après le roman de Théophile Gautier
- 2012 : Elvira ou l'Atroce fin d'un séducteur d'Anca Visdei, mise en scène Jean Claude Scionico, théâtre Berthelot de Montreuil
- 2014 - 2016 : Georges et Georges de Éric-Emmanuel Schmitt, mise en scène de Steve Suissa, Théâtre Rive Gauche[1]
- 2016 : Mariage et châtiment de David Pharao, mise en scène de Jean-Luc Moreau, Théâtre Hébertot[2]

## Filmographie

### Télévision
- 2002 - 2003 : La Vie devant nous : Juliette
- 2002 : Une femme d'honneur (épisode Piège en eau trouble) : Charlotte Vigneau
- 2003 : Les Cordier, juge et flic : Jeanne Castillo
- 2006 : Commissaire Cordier : Nikki
- 2010 : Boulevard du Palais : assistante permanence
- 2011 : Julie Lescaut, épisode 3 saison 20, La mariée du Pont-Neuf de Christophe Barbier : l'infirmière
- 2011 : À la recherche du temps perdu de Nina Companeez

### Cinéma
- 1998 : Le Clone de Fabio Conversi : l'adolescente